# Örnsköldsviks folkhögskola

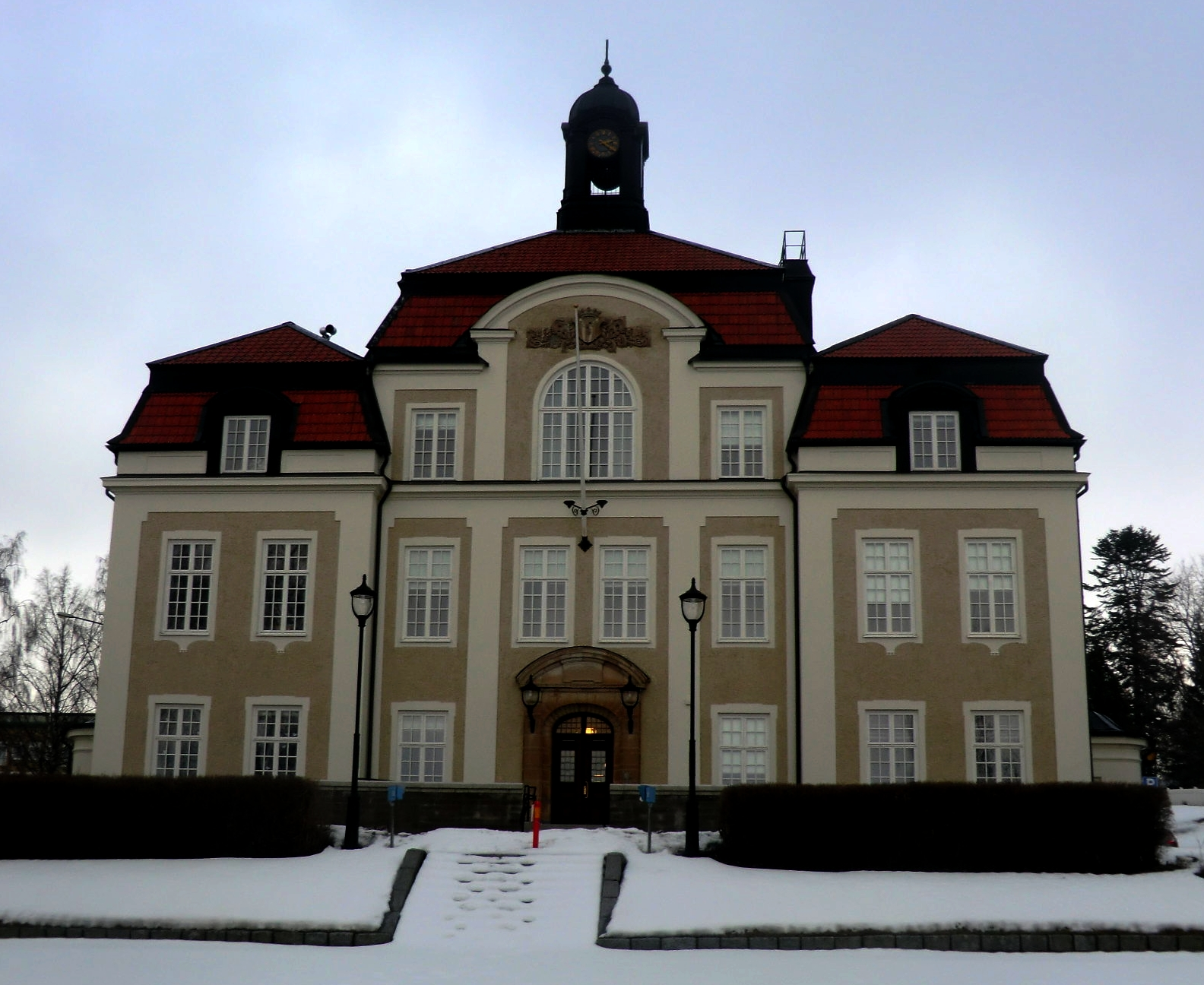
Örnsköldsviks folkhögskola inryms i Örnsköldsviks gamla rådhus.

Örnsköldsviks folkhögskola är en folkhögskola som har Landstinget Västernorrland som huvudman och har kultur, hälsa och entreprenörskap som utbildningsprofil. Sedan 2011 har folkhögskolan sina lokaler i Örnsköldsviks rådhus. 

## Hampnäs folkhögskola

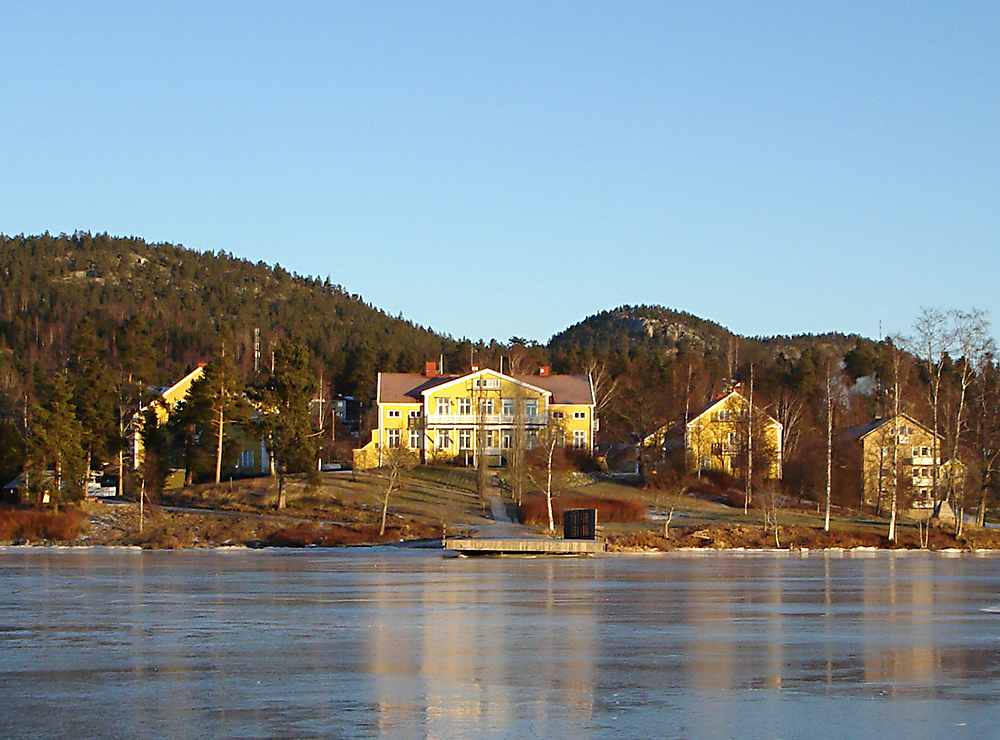
Hampnäs folkhögskola vid Själevadsfjärden med Mycklingsberget i bakgrunden.

Örnsköldsviks folkhögskola fick sitt nuvarande namn 2011 i samband med att skolan flyttades till centrala Örnsköldsvik. Dessförinnan hette den Hampnäs folkhögskola och låg i Österalnäs vid norra sidan av Själevadsfjärden. Hampnäs folkhögskola var den första kyrkliga folkhögskolan i Sverige, grundad 1910. Den förste föreståndaren var Manfred Björkquist, sedermera biskop i Stockholms stift. År 1911 tillkom en lantmannaskola vid Hampnäs, som dock skildes från folkhögskolan i slutet av 1920-talet. Sedermera tog Landstinget Västernorrland över verksamheten.
I de gamla lokalerna finns nu Hampnäs gymnasium, en skola tillhörande Impius Utveckling AB som i första hand tar emot elever med neuropsykiatriska funktionshinder.